# Enrico Chiesa
Enrico Chiesa (Génova, 29 de dezembro de 1970) é um ex-futebolista italiano que atuava como atacante.
Em sua carreira, iniciada em 1986, Chiesa jogou por Pontedecimo (1986-87), Sampdoria (1988-89, 1992-93 e 1995-96), Teramo (1990-91), Chieti (1991-92), Modena (1993-94) e Cremonese (1994-95), quando a grande virada da carreira de Chiesa veio com a transferência para o Parma, onde jogou entre 1996 e 1999).
Ainda teve passagens por Fiorentina (1999-02) e Lazio (2002-03) antes de jogar pelo Siena, clube que defendeu entre 2003 e 2008. Nos dois últimos anos, Chiesa envergou a camisa do Figline, onde parou de jogar em meados de 2010, mas permaneceu na agremiação como técnico-interino. Com a expulsão do Figline da Lega Pro, Chiesa terminou perdendo o emprego.
É pai do atacante Federico Chiesa, atualmente jogador do Liverpool.

## Seleção Italiana
Pela seleção italiana, Chiesa disputou a Eurocopa de 1996 e a Copa de 1998. Nesta última, foi convocado em cima da hora, já que o então titular Fabrizio Ravanelli fora cortado às vésperas da estreia da Azzurra em virtude de uma broncopneumonia. Chiesa disputou duas partidas no torneio (contra Chile e Noruega).

## Títulos
Sampdoria
- Recopa Europeia: 1989–90

Parma
- Taça UEFA: 1998–99
- Copa da Itália: 1998–99

Fiorentina
- Copa da Itália: 2000–01

Figline
- Lega Pro Seconda Divisione: 2008-2009
- Supercoppa Seconda Divisione: 2008-2009

INDIVIDUAIS
- Guerin d'Oro: 1996
- Artilheiro da Taça UEFA pelo Parma: 1998–99 (8 gols)